# ニガナ
ニガナ（苦菜、黄瓜菜、学名：Ixeris dentata）は、キク科の多年草である。

## 概要
野原、林縁、土手の日当たりのよい場所にごく普通に生える多年草で、日本全土、東アジアの温帯〜亜熱帯に分布する。高さ約40〜70cmで、茎は上部が枝分れする。葉や茎にある白い乳液の苦味が、和名の由来になっている。根出葉は柄が長く、茎葉は基部が茎を抱き、下のものほど細長い。5〜7月に、黄色の5弁花に見える舌状花を5〜7個もつ頭花を散状に開く。雄蕊は筒状に合着し、先が二つに分かれた雌蕊を抱く。
なお、沖縄料理で野菜として利用する「ニガナ」（ンジャナ）は、ホソバワダンという同科別属になる。

## 変種
- タカネニガナ Ixeris dentata var. alpicola
- クモマニガナ Ixeris dentata var. kimurana
- シロバナニガナ Ixeris dentata var. albiflora
- ハナニガナ（オオバナニガナ）Ixeris dentata var. amplifolia

## ギャラリー

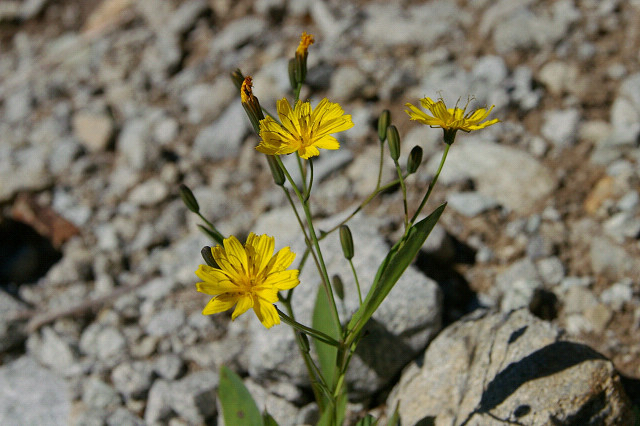
クモマニガナ（穂高岳）
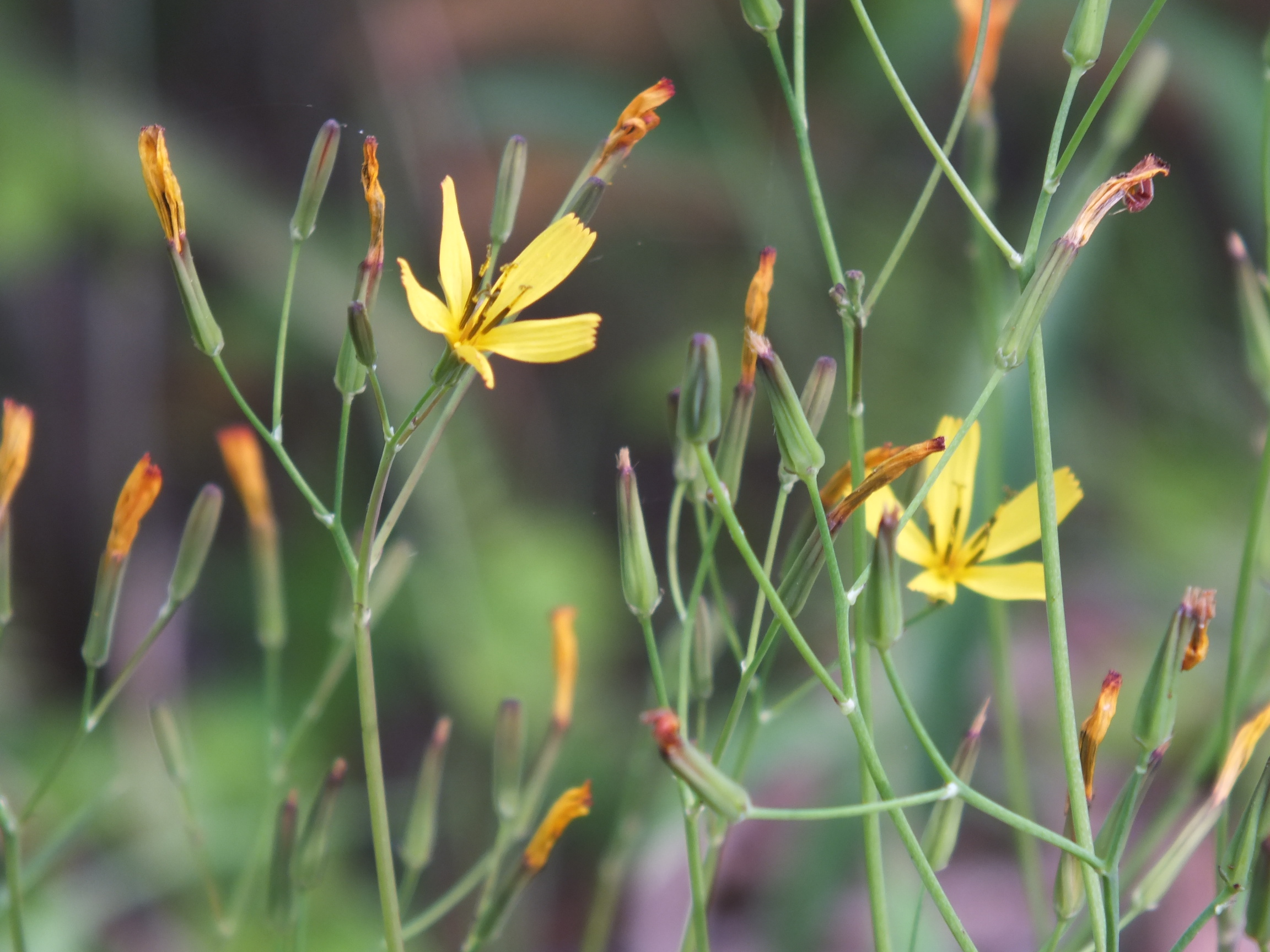
ニガナ（兵庫県 2012年5月13日）
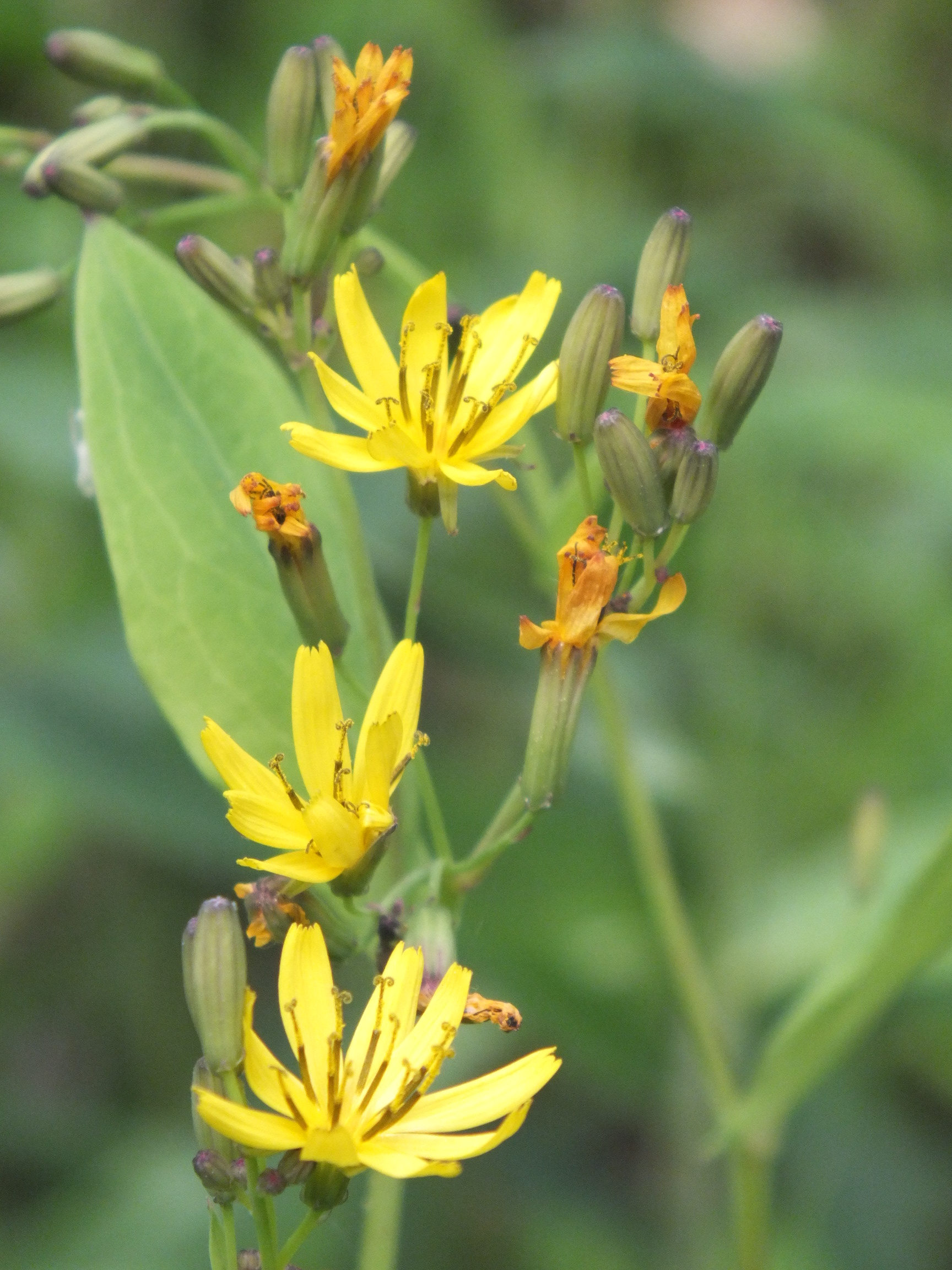
ハナニガナ（兵庫県 2012年5月13日）